# Dollfusentis bravoae
Dollfusentis bravoae är en hakmaskart som beskrevs av Salgado-maldonado 1976. Dollfusentis bravoae ingår i släktet Dollfusentis och familjen Illiosentidae. Inga underarter finns listade i Catalogue of Life.